# Guldfløjten
Guldfløjten er en dansk dokumentarfilm fra 1995 instrueret af Flemming Arnholm.

## Handling
Om fløjtebyggeren Johan Brögger.